# Ritratto virile del Liechtenstein
Il Ritratto virile del Liechtenstein è un dipinto a olio su tavola (47x37 cm) attribuito a Raffaello, databile al 1503-1504 circa e conservato nel Liechtenstein Museum a Vienna.

## Storia
L'identificazione del soggetto è legata a un'iscrizione sul retro della tavola, che riporta: "Galleria del marchese Bovio in Bologna in strada Santo Stefano. Ritratto d'un duca  d'Urbino di I maniera di Raf.o Sanzio Urbino".
L'iscrizione non è accettata da tutti gli storici: Cavalcaselle ad esempio prima la rifiutò, poi l'accettò con riserva, ammettendo un'influenza di Francesco Francia a cui aveva inizialmente assegnato l'opera. Il Francia dopotutto era stato maestro a Bologna di Timoteo Viti, uno stretto collaboratore del padre di Raffaello, per cui è possibile che il Sanzio, in giovane età, ne fosse stato influenzato in maniera indiretta.
Adolfo Venturi respinse l'attribuzione tradizionale, mentre Filippini la ribadì (1925), ammettendo però anche un intervento del Francia in una data vicina al 1506, quando Raffaello si trovava forse a Bologna. Il riferimento a Raffaello venne poi confermato da Berenson, Longhi e Camesasca.
Per quanto riguarda il soggetto, il nome di Guidobaldo venne fatto per la prima volta dal Filippini, riprendendo la notizia dell'esistenza di un ritratto del duca in una lettera da Pietro Bembo al Bibbiena e una menzione del Baldi. Oggi si tende a riferire questa documentazione al Ritratto di Guidobaldo da Montefeltro degli Uffizi, anche perché l'unico comparabile con le fonti iconografiche delle fattezze del duca d'Urbino.
La datazione è legata a quella della Resurrezione di Cristo a San Paolo del Brasile, che presenta una cromia simile intonata sui toni freddi di blu e verde.

## Descrizione e stile
Il protagonista è ritratto a metà figura mentre fissa lo spettatore, instaurando un sottile gioco psicologico, sullo sfondo di un parapetto che taglia a metà il paesaggio; in lontananza le colline si perdono ai bordi di una valle fluviale, punteggiata da alberelli e costruzioni, tra cui una fortezza con un'alta torre. I colori dominanti sono freddi e rimandano al chiarore del mattino.
Evidenti sono i richiami alla ritrattistica fiamminga, come Hans Memling, sia nell'importazione generale che negli stessi edifici del paesaggio. La componente atmosferica, le tonalità calde dei colori e la componente psicologica rimandano invece alla scuola italiana, in special modo a influenze venete innestate sulla scuola del Perugino.
Il giovane ritratto di tre quarti indossa una berretta nera, che copre la fluente chioma riccia, una giacca scura aperta con gli antenati dei "revers" rossi, una veste rossa coi bordi neri incrociata e legata in vita, una blusa verde con abbottonatura fitta lungo il perro e una camicia bianca che sporge appena dal colletto.